# Sundy (São Tomé i Príncipe)
Sundy, també conegut com a Sundi o Sede, a vegades com Roça Sundy, és una localitat de São Tomé i Príncipe. Es troba al districte de Pagué, al nord de l'illa i Regió Autònoma de Príncipe. La seva població és de 413 (2008 est.). Es troba al nord-oest de la capital Santo António. Antigament era una plantació. El 2006 s'hi va descriure una subespècie de la papallona Appias epaphia, coneguda com a Appias epaphia piresi.

## Evolució de la població
| 2001 | 2008 |
| 362  | 413  |

## Equips de futbol
- GD Sundy